# Landesnahverkehrsgesellschaft Niedersachsen
Die Landesnahverkehrsgesellschaft Niedersachsen mbH (LNVG) ist ein 1996 gegründeter Aufgabenträger für den schienengebundenen Nahverkehr in Niedersachsen. Sie ist eine hundertprozentige Tochter des Landes und hat ihren Sitz in Hannover.

## Aufgaben der LNVG
Nach der Bahnreform wurde 1996 im Rahmen der Regionalisierung die Verantwortung für den öffentlichen Nahverkehr in die Hände der jeweiligen Bundesländer gelegt. In Niedersachsen wurde daraufhin die LNVG als landesweite Bestellerorganisation gegründet. Das zu 100 Prozent im Besitz des Landes Niedersachsen befindliche Unternehmen ist für die Bestellung, Planung und Koordination der Nahverkehrsleistungen im Großteil des Landes zuständig. Nicht im Planungsgebiet der LNVG liegt die Umgebung der Landeshauptstadt, für die die Region Hannover zuständig ist, sowie der östliche Teil von Niedersachsen, für den der Zweckverband Großraum Braunschweig gegründet wurde.
Die LNVG hat seit 1996 auch die Möglichkeit, Linien des Nahverkehrs europaweit auszuschreiben, um so durch Wettbewerb den wirtschaftlich günstigsten Betreiber zu ermitteln, der daraufhin den Auftrag zur Bedienung der entsprechenden Leistungen erhält. Stand 2024 laufen folgende Verkehrsverträge, die unter Federführung der LNVG ausgeschrieben oder freihändig vergeben wurden:
| Netz                                          | Linien | Laufzeit 1     | EVU                                |
| --------------------------------------------- | --- | -------------- | ---------------------------------- |
| Regio-S-Bahn Bremen/Niedersachsen (RSBN)      | Bremen-Farge–Verden (RS 1) Bremerhaven–Twistringen (RS 2) Bremen–Oldenburg (RS 3) Bremen–Bad Zwischenahn (RS 30) Bremen–Nordenham (RS 4) Rotenburg–Verden (RS 6)                                                        | 2022–2036      | NordWestBahn                       |
| Dieselnetz Niedersachsen-Mitte                | Bremen–Uelzen (RB 37) Hannover–Buchholz(–HH-Harburg) (RB 38) Bünde–Hildesheim (RB 77) Hildesheim–Bodenburg (RB 79) | 2021–2029      | Regionalverkehre Start Deutschland |
| Weser-Elbe-Netz                               | Cuxhaven–Buxtehude (RB 33) | 2021–2025      | evb                                |
| Expresskreuz Bremen/Niedersachsen             | Norddeich–Hannover (RE 1) Bremerhaven–Hannover (RE 8) Bremerhaven–Osnabrück (RE 9) | 2013–2024      | DB Regio (Nord)                    |
| Dieselnetz Niedersachsen-Südost Los 1 (DINSO) | Braunschweig–SZ-Lebenstedt (RB 44/48) Braunschweig–Schöppenstedt (RB 45) Braunschweig–Herzberg (RB 46) Göttingen–Nordhausen (RB 80) (Bodenfelde–)Northeim–Nordhausen (RB 81) (Göttingen–)Kreiensen–Bad Harzburg (RB 82) | 2014–2029      | DB Regio (Nord)                    |
| Dieselnetz Niedersachsen-Südost Los 2 (DINSO) | Hannover–Bad Harzburg (RE 10) Lüneburg–Dannenberg (RB 32) Braunschweig–Bad Harzburg (RB 42) Braunschweig–Goslar (RB 43) Braunschweig–Uelzen (RB 47)                                                                     | 2014–2029      | erixx                              |
| Mittelland (EMIL)                             | Münster–Emden (RE 15) Rheine–Braunschweig (RE 60) Bielefeld–Braunschweig (RE 70) | 2015–2030      | Westfalenbahn                      |
| Teilnetz Weser-Ems                            | Wilhelmshaven–Osnabrück (RE 18) Wilhelmshaven–Bremen (RE 19) Bremen–Osnabrück (RB 58) Wilhelmshaven–Esens (RB 59) | 2016–2026      | NordWestBahn                       |
| Hanse-Netz 2018+                              | (Uelzen–)Hannover–Göttingen (RE 2) Hamburg–Uelzen(–Hannover) (RE 3) Hamburg–Lüneburg (RB 31) Hamburg–Bremen (RE 4, RB 41)                                                                                               | 2018–2033 2    | Metronom                           |
| RE Unterelbe                                  | Hamburg Hbf–Cuxhaven (RE 5) | 2018–2027      | Regionalverkehre Start Deutschland |
| Bad Bentheim – Neuenhaus                      | Bad Bentheim–Neuenhaus (RB 56) | Juli 2019–2036 | Bentheimer Eisenbahn               |
| RE 62 Rheine – Osnabrück – Löhne              | Rheine–Löhne (RE 62) | 2023–2030      | DB Regio                           |

Die LNVG ist auch für die Koordination und Bewilligung von Fördermitteln für Investitionen und für die Liniengenehmigung im straßengebundenen ÖPNV zuständig. Außerdem werden Fördermittel für den Öffentlichen Personennahverkehr koordiniert und bewilligt. Die Finanzhilfen werden für Projekte im SPNV, im straßengebundenen ÖPNV sowie für nichtbundeseigene Eisenbahnen gewährt.

## Landeseigener Fahrzeugpool

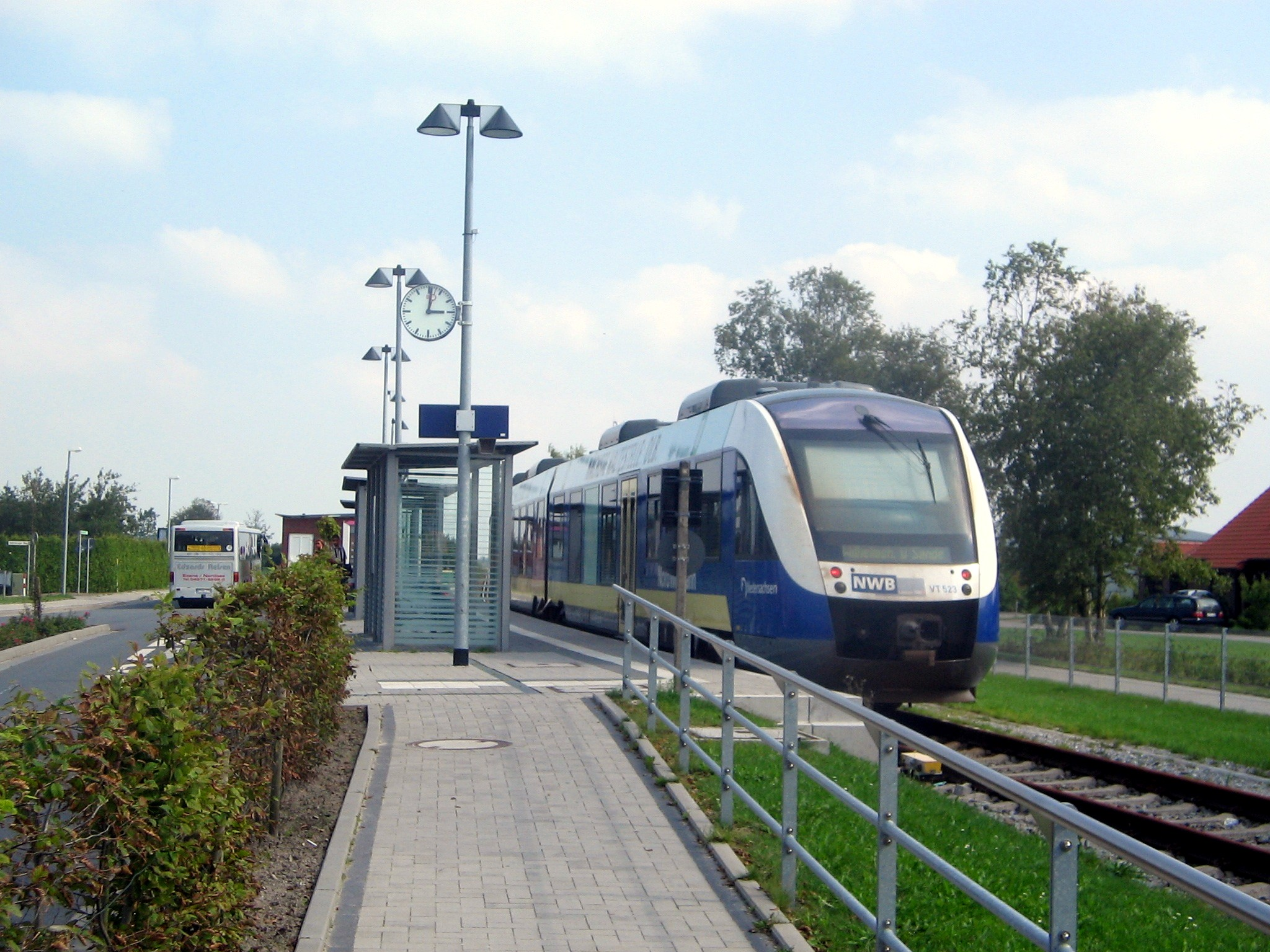
Pool-Triebwagen der LNVG, vermietet an die NordWestBahn, im Bahnhof Esens

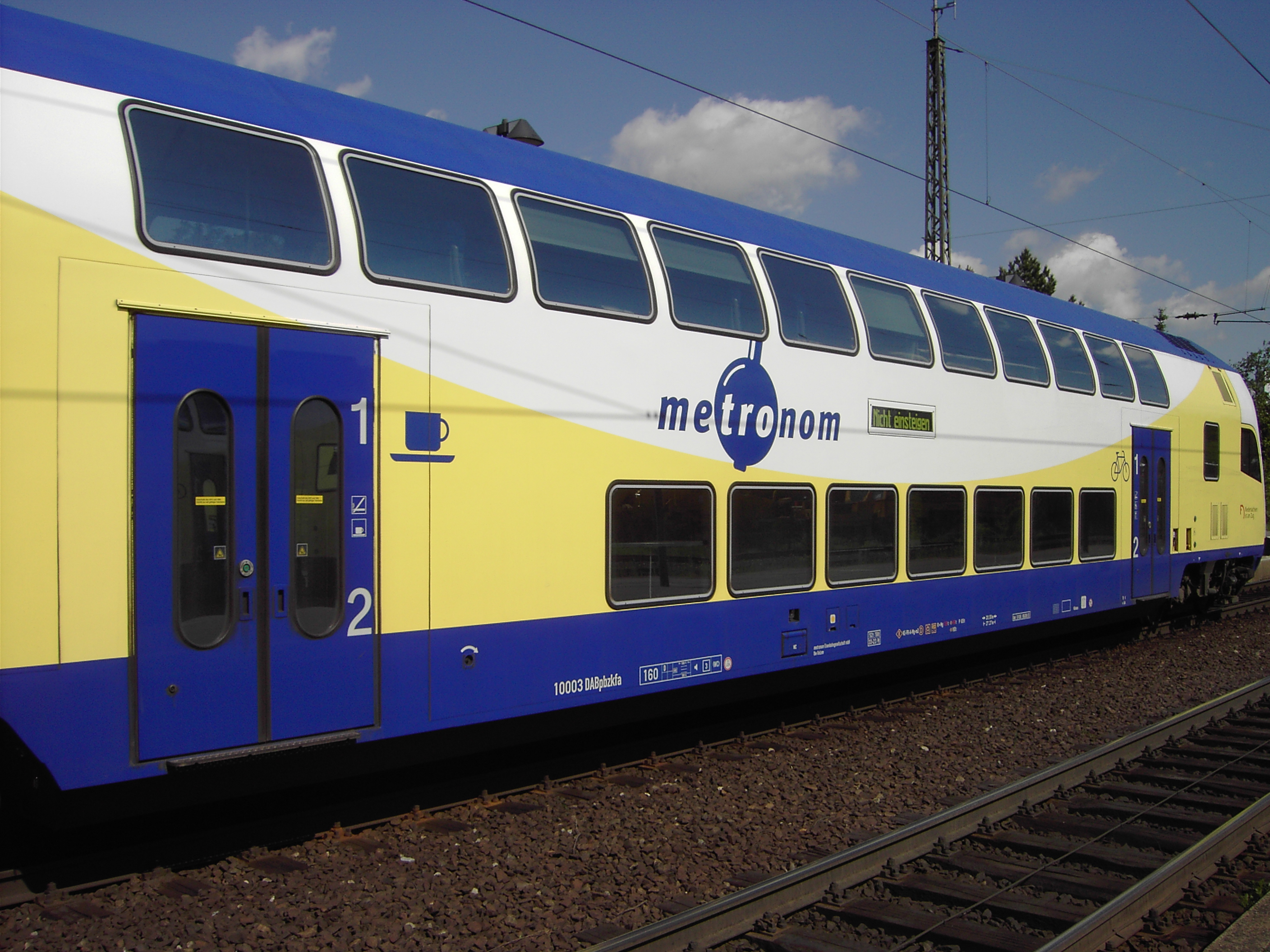
Doppelstockwagen, unterwegs für die metronom Eisenbahngesellschaft

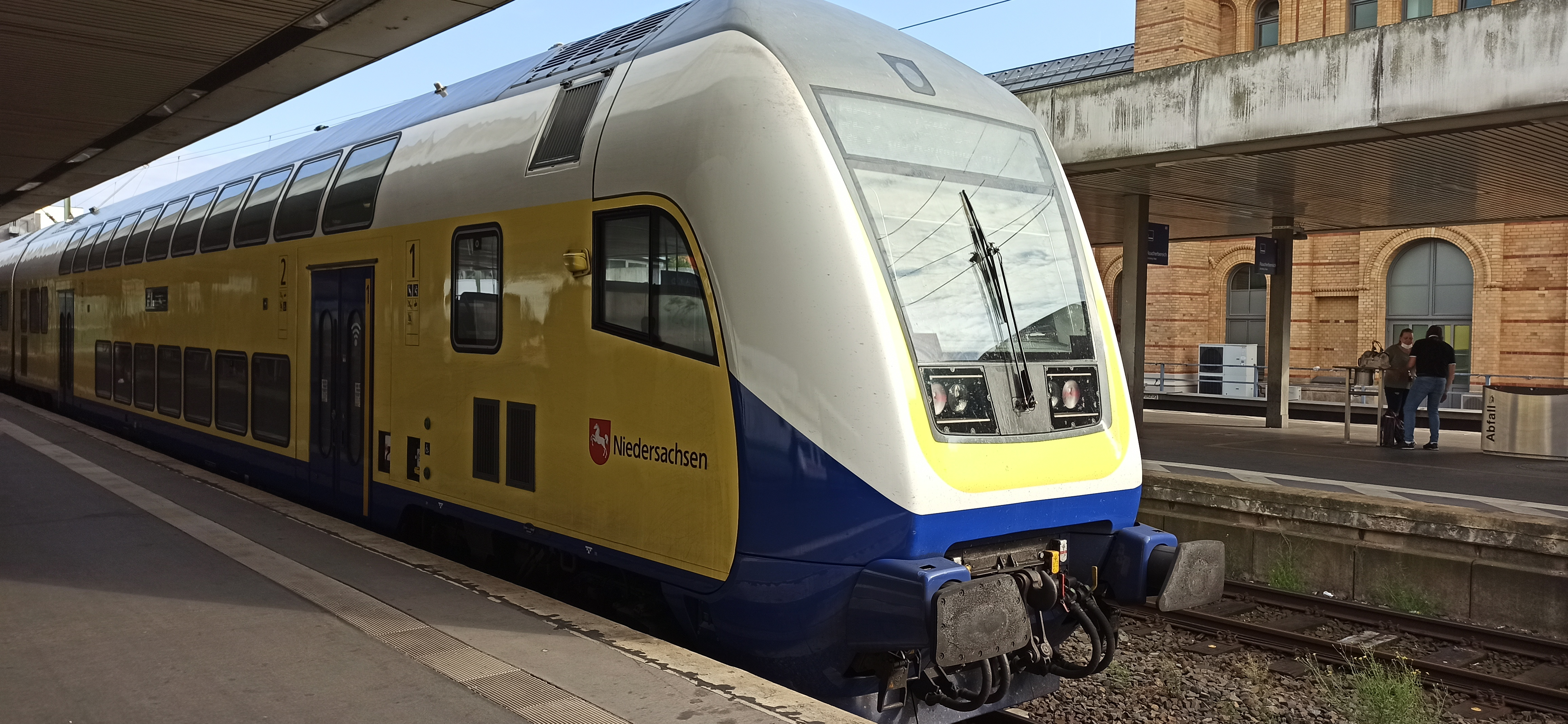
Metronom Steuerwagen im neuen Design

Eine Besonderheit der LNVG ist der landeseigene Fahrzeugpool. Für einige Ausschreibungen von SPNV-Leistungen in Niedersachsen werden die Fahrzeuge vor der Vergabe von der LNVG beschafft und zur Nutzung vorgegeben. Dabei tritt die LNVG als Vermieter der Fahrzeuge auf.
Die Vorlaufzeit zur Betriebsaufnahme eines SPNV-Netzes kann so verkürzt werden, da die Fahrzeuge bereits vor der Veröffentlichung der Ausschreibung geordert werden. Die Wartezeit bei Fahrzeugbestellungen wird somit eingespart und die Zeit von der Vergabe zur Betriebsaufnahme auf rund ein Jahr verkürzt.
Auch sollte durch diese Maßnahme privaten Eisenbahnverkehrsunternehmen, die noch nicht oder nur in sehr geringem Umfang am Markt vertreten sind, eine möglichst gerechte Ausgangsbasis geboten werden, um ihnen so den Markteinstieg zu erleichtern.
Bei mehreren gleichzeitig laufenden Ausschreibungen konnte die LNVG zusätzlich durch Sammelbestellungen den Anschaffungspreis drücken, da stets die gleichen Fahrzeuge beschafft wurden. Derzeit umfasst der Fahrzeugpool folgende Fahrzeuge:
| Baureihe | Fahrzeugtyp        | Anzahl | Vermietet an                                      |
| -------- | ------------------ | ------ | ------------------------------------------------- |
| 648      | Lint 41            | 92     | NWB, evb, Regionalverkehre Start Deutschland GmbH |
| 623      | Lint 41/H          | 6      | NWB                                               |
| 622      | Lint 54            | 28     | erixx                                             |
| 146.1    | TRAXX (P160 AC1)   | 10     | metronom                                          |
| 146.2    | TRAXX 2 (P160 AC2) | 18     | metronom                                          |
| 147.5    | TRAXX 3 (P160 AC3) | 2      | metronom                                          |
| 246      | TRAXX (P160 DE)    | 8      | Regionalverkehre Start Deutschland GmbH           |

Hinzu kommen 220 Doppelstockwagen für metronom (38 davon ab Dezember 2018 für Regionalverkehre Start Deutschland). Alle Fahrzeuge sind in den Markenfarben blau, gelb, grau und weiß lackiert, die verbindlich vorgegeben sind. Im September 2020 wurden 14 zusätzliche Doppelstockwagen bestellt, welche den Bestand ab [veraltet] Herbst 2022 auf 246 Wagen erhöhen soll.
Neben dem Fahrzeugpool unterstützt die LNVG die Bahngesellschaften aber auch bei der Fahrzeugbeschaffung, so wurden beispielsweise die vierzig Elektrotriebwagen der Baureihe 424 für die S-Bahn Hannover ganz oder teilweise gefördert.
Eine Beschwerde gegen den Fahrzeugpool, die DB Regio im Juni 2004 eingelegt hatte, wies das Oberlandesgericht Celle mit Urteil vom 2. September 2004 zurück.
Im November 2017 unterzeichnete die LNVG die Verträge für die Beschaffung und Wartung von 14 Triebwagen des Typs iLINT, welche von Alstom in Salzgitter hergestellt und von Brennstoffzellen angetrieben werden. Diese kommen zuerst bei den evb zum Einsatz.
Die LNVG gab am 25. Februar 2021 bekannt, 34 neue Triebzüge vom Typ Alstom Coradia Stream HC für das Expresskreuz Bremen/Niedersachsen bestellt zu haben, welche Alstom außerdem für 30 Jahre warten soll. Ursprünglich war ein Planbetrieb ab 2024 vorgesehen. Nach mehreren Verzögerungen ist vorgesehen, dass die ersten Fahrzeuge im März 2026 den Betrieb aufnehmen. Alstom ist vertraglich zur Bereitstellung von Ersatzfahrzeugen verpflichtet, zudem fordert die LNVG Vertragsstrafen für die verspätete Auslieferung.

## Modernisierungsprogramm für Bahnhöfe
Im Rahmen des Programms „Niedersachsen ist am Zug“, das den Zweck hat, den Schienenpersonennahverkehr attraktiver zu gestalten, wurde 2003 damit begonnen, in Zusammenarbeit mit der Deutschen Bahn die Bahnhöfe und Haltepunkte in Niedersachsen zu modernisieren. Zunächst wurden bis 2004 in einem Sofortprogramm 156 kleine und mittelgroße Stationen umgebaut, wofür insgesamt 13 Millionen Euro investiert wurden. Im Juli 2004 startete das große Bahnhofsprogramm, für das rund 85 Millionen Euro investiert werden sollten. Inhalt dieses neuen Programms ist die umfangreiche Modernisierung 32 größerer Bahnhöfe wie Bad Pyrmont, Goslar, Bad Bevensen und Uelzen. Unter anderem zählen die Anhebung der Bahnsteige, barrierefreie Zugänge wie Rampen oder Aufzüge sowie die Sanierung oder der Neubau von Bahnsteigdächern und Zugangstunneln zu den Maßnahmen.
Im Rahmen des Programms „Niedersachsen ist am Zug II“ wurden weitere 37 Stationen ausgebaut. Seit 2016 bis voraussichtlich 2026 folgt „Niedersachsen ist am Zug III“.

## Landes-Tarif Niedersachsen
Seit dem 9. Juni 2013 gibt es einen verkehrsverbundübergreifenden Eisenbahntarif Niedersachsentarif für das gesamte Bundesland Niedersachsen.

## Nachfrageentwicklung
Die Fahrgastnachfrage im niedersächsischen SPNV konnte seit der Regionalisierung erheblich gesteigert werden. So stieg die Zahl der Reisendenkilometer von 2,4 Milliarden im Jahr 2000 auf 4,75 Milliarden im Jahr 2013, was fast eine Verdoppelung darstellt. Zwischen 2008 und 2013 stieg die Zahl um 32 %. Der Bundesdurchschnitt lag hingegen nur bei 10 %.